# Hospitality Club
Klub gostoprimstva (engl. Hospitality Club) je međunarodna mreža, nastala na internetu, čije je cilj da putnicima omogući besplatan smeštaj širom sveta i da zbliži ljude raznih kultura, tj. domaćine i goste. Danas širom sveta broji oko 328.000 članova. 
Članovi kluba pomažu jedni drugima tokom putovanja – bilo to prenoćište ili upoznavanje grada. Učlanjenje je besplatno, a kada se članovi registruju i budu primljeni mogu da saznaju više jedni o drugima, šalju poruke i komentare. Ovaj sajt poprilično dobro funkcioniše i ima veliki broj članova. 

## Istorija
Hospitality Club je osnovan jula 2000. godine u Koblencu.
Godine 2005, nesuglasice između nekih članova kluba i njegovog osnivača dovele su do osnivanja BeWelcome. Mnogi članovi HC-a, koji su postali istaknuti volonteri unutar Koačsurfinga (tzv. CS ambasadori), napustili su HC zarad CS, zbog nedostatka pravnog statusa i nedovoljne transparentnosti upravljanja.
U februaru 2006, Kin je radio puno radno vreme u klubu. U proleće 2006. godine je održana do tada najveća HC-zabava sa 430 učesnika iz 36 zemalja u Rigi. Od jula 2006. godine, sajt je imao 155.000 članova. Ovaj broj je porastao za oko 1.000 novih članova nedeljno u 2006.
Godine 2007, Guglov obim pretrage za trendovima sajta hospitalityclub.org počeo je da opada i prestigao ga je obim pretrage za CouchSurfing. U 2007. godini, deklarisani ciljevi HC-a su bili da olakša „međukulturalno razumevanje ... zbližavanje ljudi ... putnika i lokalnog stanovništva“.
U 2013. HC je imao više od pola miliona članova iz 200 zemalja.

## Literatura
- Koszewska, Julia Maria (2008). Gift, Exchange and Trust: Information (its role, management and access to information) in modern society on the example of free-hospitality networks (Теза) (на језику: енглески). University of Warsaw. 175528  — преко Academia.edu.
- Kirk, Robert William (1985). You Can Travel Free. Pelican Publishing Company. стр. 100. ISBN 9780882894379.
- Koszewska, Julia Maria (2008). Gift, Exchange and Trust (на језику: енглески).
- Longenecker, Justin G.; Petty, J. William; Palich, Leslie E.; Hoy, Frank (15. 1. 2016). Small Business Management: Launching & Growing Entrepreneurial Ventures. Cengage. ISBN 9781305405745.
- „7 Benefits of Living with a Local Host Family”. Go Abroad. 30. 10. 2013.
- Andres, Elaine (25. 4. 2012). „The Pros and Cons of a Homestay Abroad”. Go Overseas.
- McDaniel, Kelly; McDaniel, Ryan (29. 1. 2016). „Airbnb vs. Hotel: Which is Right For You?”. TravelPulse.
- „Experience South America And Find The Perfect Homestay”. Forbes. 18. 11. 2014.
- Rivers, William P. (1998). „Is Being There Enough? The Effects of Homestay Placements on Language Gain During Study Abroad”. Foreign Language Annals. 31 (4): 492—500. doi:10.1111/j.1944-9720.1998.tb00594.x.
- Ikkala, Tapio; Lampinen, Airi (15. 2. 2014). „Defining the price of hospitality: networked hospitality exchange via Airbnb”. Proceedings of the Companion Publication of the 17th ACM Conference on Computer Supported Cooperative Work & Social Computing. CSCW Companion '14. Association for Computing Machinery: 173—176. ISBN 9781450325417. S2CID 39491376. doi:10.1145/2556420.2556506.
- Spitz, Tara (2017). The commodification of hospitality An analysis of tourism encounters between interculturality and difference in regard to Turkish couchsurfing experiences (Теза) (на језику: енглески). Kadir Has University. Архивирано из оригинала 10. 04. 2022. г. Приступљено 09. 04. 2022.
- Håvardsholm, Angelica Kolstad (јун 2016). How does gender influence couchsurfers behaviour intentions based on trust and perceived risk? (Теза). Universitetet i Stavanger. hdl:11250/2413810 .
- Ronzhyn, Alexander (2020). „Online identity: constructing interpersonal trust and openness through participating in hospitality social networks”. The Journal of Education, Culture, and Society (на језику: енглески). 4 (1): 47—56. ISSN 2081-1640. S2CID 213038501. doi:10.15503/jecs20131.47.56. Приступљено 29. 3. 2021.
- Rosen, Devan; Lafontaine, Pascale Roy; Hendrickson, Blake (1. 9. 2011). „CouchSurfing: Belonging and trust in a globally cooperative online social network”. New Media & Society (на језику: енглески). 13 (6): 981—998. ISSN 1461-4448. S2CID 14552636. doi:10.1177/1461444810390341. Приступљено 29. 3. 2021.
- „Value co-creation in Couchsurfing - the Indonesian host perspective”. www.cabdirect.org. 2020. Приступљено 29. 3. 2021.
- Schöpf, Simon (2015-01-25). „The Commodification of the Couch: A Dialectical Analysis of Hospitality Exchange Platforms”. TripleC: Communication, Capitalism & Critique (на језику: енглески). 13 (1): 11—34—11—34. ISSN 1726-670X. doi:10.31269/triplec.v13i1.480. Приступљено 26. 6. 2021.
- Victor, Patricia; Cornelis, Chris; De Cock, Martine; Herrera-Viedma, Enrique (2010). „Bilattice-based aggregation operators for gradual trust and distrust”. World Scientific Proceedings Series on Computer Engineering and Information Science. World Scientific: 505—510. ISBN 978-981-4324-69-4. doi:10.1142/9789814324700_0075.
- Dandekar, Pranav. Analysis & Generative Model for Trust Networks (PDF). Stanford Network Analysis Project (Извештај). Stanford University. Приступљено 21. 1. 2020.
- Overgoor, Jan; Wulczyn, Ellery; Potts, Christopher (20. 5. 2012). „Trust Propagation with Mixed-Effects Models”. Sixth International AAAI Conference on Weblogs and Social Media (на језику: енглески). Архивирано из оригинала 10. 03. 2021. г. Приступљено 09. 04. 2022.
- Lauterbach, Debra; Truong, Hung; Shah, Tanuj; Adamic, Lada (август 2009). „Surfing a Web of Trust: Reputation and Reciprocity on CouchSurfing.com”. 2009 International Conference on Computational Science and Engineering. 4: 346—353. ISBN 978-1-4244-5334-4. S2CID 12869279. doi:10.1109/CSE.2009.345.
- Tagiew, Rustam; Ignatov, Dmitry. I; Delhibabu, Radhakrishnan (2015). „Hospitality Exchange Services as a Source of Spatial and Social Data?”. ICDMW: 1125—1130. ISBN 978-1-4673-8493-3. S2CID 8196598. doi:10.1109/ICDMW.2015.239.
- Latja, Piia (2010). Creative Travel - Study of Tourism from a socio-cultural point of view - The Case of CouchSurfing (Теза) (на језику: енглески). University of Tampere. Приступљено 26. 6. 2021.
- Molz, Jennie Germann (2012). Travel Connections: Tourism, Technology, and Togetherness in a Mobile World (на језику: енглески). Routledge. ISBN 978-0-415-68285-5. Приступљено 26. 6. 2021.
- Picard, David; Buchberger, Sonja (2014-03-31). Couchsurfing Cosmopolitanisms: Can Tourism Make a Better World? (на језику: енглески). transcript Verlag. ISBN 978-3-8394-2255-7. Приступљено 26. 6. 2021.
- Chen, De-Jung (март 2018). „Couchsurfing: Performing the travel style through hospitality exchange”. Tourist Studies (на језику: енглески). 18 (1): 105—122. ISSN 1468-7976. PMC 6294175 . PMID 30595668. doi:10.1177/1468797617710597.
- Ossewaarde, Marinus; Reijers, Wessel (21. 8. 2017). „The illusion of the digital commons: ‘False consciousness’ in online alternative economies”. Organization. 24 (5): 609—628. ISSN 1350-5084. doi:10.1177/1350508417713217. Приступљено 18. 2. 2022.
- Tagiew, Rustam; Ignatov, Dmitry I.; Delhibabu, Radhakrishnan (новембар 2015). „Hospitality Exchange Services as a Source of Spatial and Social Data?”. 2015 IEEE International Conference on Data Mining Workshop (ICDMW): 1125—1130. doi:10.1109/ICDMW.2015.239. Приступљено 18. 2. 2022.
- Camillo, Angelo A. (17. 8. 2015). Handbook of Research on Global Hospitality and Tourism Management. IGI Global. ISBN 9781466686076.
- Longenecker, Justin G.; Petty, J. William; Palich, Leslie E.; Hoy, Frank (15. 1. 2016). Small Business Management: Launching & Growing Entrepreneurial Ventures. Cengage. ISBN 9781305405745.

## Spoljašnje veze
- Hospitality Club Архивирано на веб-сајту  (8. новембар 2011)
- Prasher, Kalyani (7. 1. 2016). „7 Reasons To Choose Homestays Over Hotels On Your Travels”. HuffPost.
- Green, Molly (30. 1. 2016). „How a Homestay Will Make Your Experience Abroad Richer”. HuffPost.
- DeAmicis, Carmel (10. 1. 2015). „How Couchsurfing became the Friendster of the sharing economy”. GigaOm. Архивирано из оригинала 14. 11. 2021. г. Приступљено 09. 04. 2022.
- Vivion, Nick (11. 10. 2013). „CouchSurfing CEO steps down amid layoffs, uncertainty”. Phocuswire.
- „Alternativen zu Hotels und welche Vorzüge sie haben”. www.derwesten.de (на језику: немачки). 21. 5. 2019. Архивирано из оригинала 10. 04. 2022. г. Приступљено 18. 2. 2022.
- „Ditch The Hotels: Stay In Someone's Home On Your Next Vacay”. outlooktraveller.com (на језику: енглески). 28. 1. 2020. Приступљено 5. 2. 2022.